# Valentine Day
Valentine Day è un brano strumentale di Paul McCartney, pubblicato come terza traccia sul suo eponimo album del 1970.

## Il brano
Venne registrato dal solo McCartney nel suo studio casalingo al numero 7 di Cavendish Avenue. Nelle note del disco McCartney, il polistrumentista ha ricordato di aver inizialmente registrato la chitarra acustica e la batteria ed in seguito la chitarra ed il basso elettrico. Ha inoltre affermato che il pezzo, così come Momma Miss America, è stato registrato più per testare il registratore multitraccia Studer che per altro. Venne mixata il 22 febbraio 1970 agli Abbey Road Studios della EMI, lo stesso giorno del mix di That Would Be Something e della registrazione di Maybe I'm Amazed ed Every Night. La canzone non è mai stata eseguita dal vivo, né è stata inclusa in nessun altro disco dopo la pubblicazione, escludendo le varie edizioni di McCartney. È stata considerata come un buon passaggio da That Would Be Something ad Every Night. Nell'LP ci sono altri quattro brani strumentali: Hot as Sun/Glasses, Momma Miss America, Singalong Junk e Kreen-Akrore.

## Formazione
- Paul McCartney: chitarra acustica, chitarra elettrica, basso elettrico, tom-tom, cimbali[1][2]